# Enrico Lo Verso
Enrico Lo Verso (Palermo, Sicilia; 18 de enero de 1964) es un actor italiano.

## Biografía
Ha trabajado en dos películas basadas en sendas novelas de Arturo Pérez-Reverte: Alatriste y La carta esférica. También ha participado en Habitación en Roma.

## Filmografía
- Veneciafrenia 2021
- Habitación en Roma 2010
- La carta esférica 2007
- Las trece rosas 2007
- Como las hormigas 2007
- Alatriste 2006
- Ché Guevara 2005
- Hannibal 2001
- Les miserábles 2000
- Li chiamarono... briganti! 1999
- Sin reglas 1999
- Così ridevano 1998
- Farinelli 1994
- Lamerica 1994
- La scorta 1993
- Il ladro di bambini 1992
- El gran halcón 1991
- Aprile 1990

- Datos: Q1343824
- Multimedia: Enrico Lo Verso / Q1343824